# Зірочник злакоподібний
Зірочник злакоподібний (Stellaria graminea L.) — вид рослин з роду зірочник (Stellaria) родини гвоздичних (Caryophyllaceae). Рослина отруйна, може також використовуватися як лікарська.

## Українські народні назви
Блощишник, вех кінський, пісочник, п'яна трава, п'яне сіно, саморідне зілля.

## Біологічна група

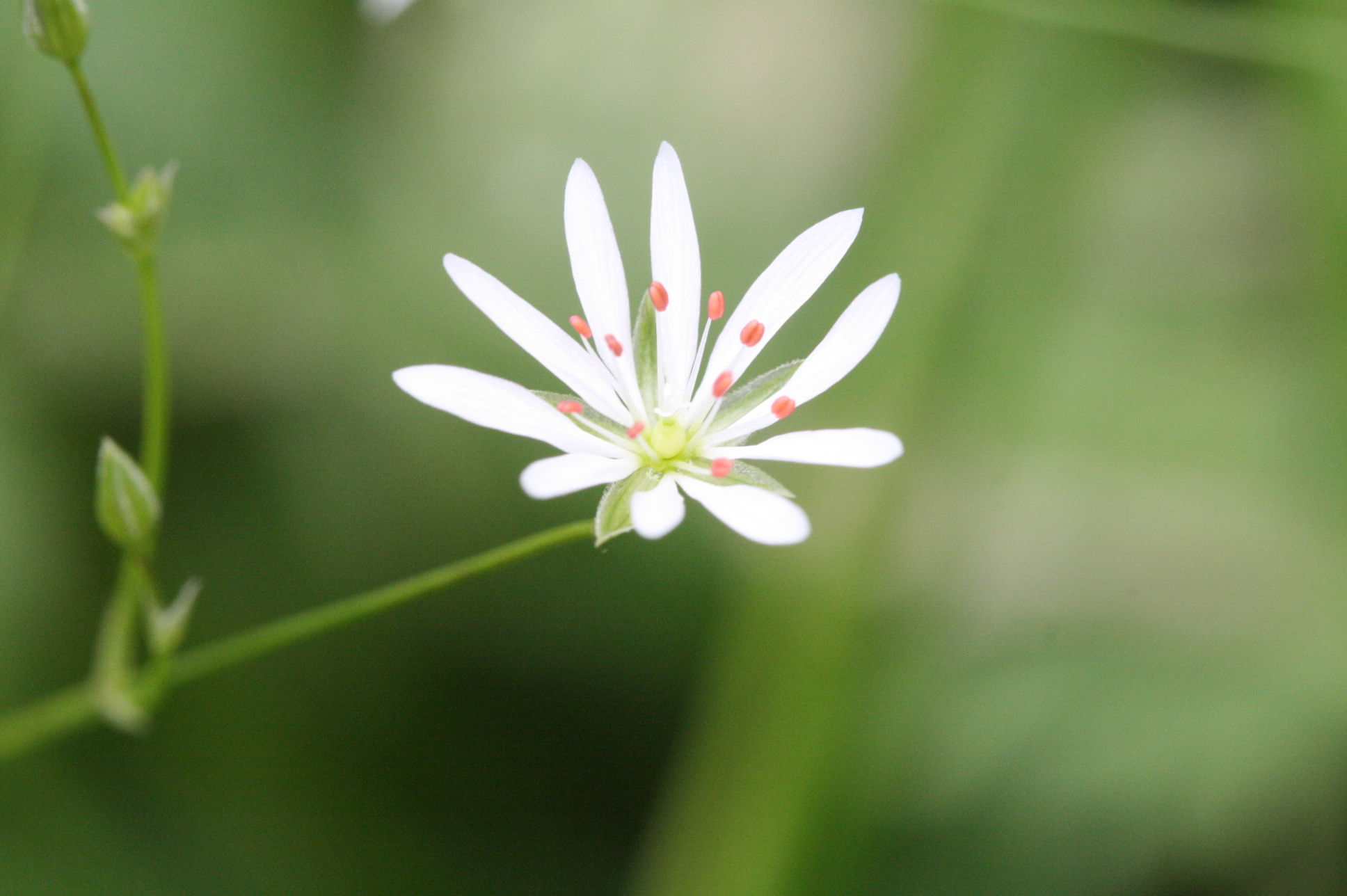
Квітка зірочника злаковидного

Кореневищний багаторічник.

## Загальна біоморфологічна характеристика
Кореневище тонке, зелене. Стебла 15—50 см заввишки, гіллясті, припідняті, 4-гранні, голі. Листя ланцетні або лінійні, вузькі, гострі, до 4 см завдовжки і 4 мм шириною, при основі з віями по краю. Суцвіття розлоге, багатоквіткове, приквітки плівчасті, по краю війчасті. Чашолистки ланцетоподібні, голі, з 3 жилками. Пелюстки рівні чашечці або дещо коротші її, глибоко двороздільні. Коробочка довгаста, довше чашечки. Насіння численні, червонувато-коричневі, округло-ниркоподібні, зморшкуваті. Цвіте з травня по серпень.

## Поширення
Вся Європа, Монголія, Китай, Афганістан, майже весь Сибір за винятком Арктики, Середня Азія, Північний Кавказ, Далекий Схід.

## Екологія
Росте в лісах, особливо розріджених, чагарниках, на лугах, по берегах річок. Віддає перевагу досить зволоженому ґрунту.

## Господарське значення
Бур'ян. Засмічує в основному зернові культури і багаторічні кормові трави, а також посіви просапних культур.
Зустрічається в городах, уздовж доріг, на парових полях, покладах, по краях полів, біля житла. Захисні заходи: пожнивне лущення, глибока зяблева оранка, культивація, хімічна прополка.

## Хімічний склад
Не вивчений. Рослина отруйна.

## Застосування
У народній медицині настій надземної частини використовували як болезаспокійливе, при фурункулах, як протикашльове. Внутрішнє вживання зірочника злаковидного вимагає великої обережності через його токсичність. При наявності в кормі домішок цієї рослини нерідкі випадки отруєння сільськогосподарських тварин (коней, великої рогатої худоби, свиней). Після висушування отруйність його не зменшується.